# ارواح جن‌زده
ارواح جن‌زده (انگلیسی: Haunted Spooks) یک فیلم کمدی صامت کوتاه به کارگردانی هال روچ و آلفرد جی. گلدینگ است که در سال ۱۹۲۰ منتشر شد.

## بازیگران
- هارولد لوید
- میلدرد دیویس
- سمی بروکس
- گیلورد لوید
- سام لافکین
- ارنی موریسون
- دی لمپتون
- چارلز استیونسون
- نوآ یانگ
- والاس هاو
- بلو واشینگتن